# Schahrzad Farrokhzad
Schahrzad Farrokhzad (* 1971) ist eine Erziehungswissenschaftlerin und Professorin an der Fakultät für Angewandte Sozialwissenschaften der Technischen Hochschule Köln. Inhalt ihrer Arbeit sind Interkulturelle Bildungsforschung, Migration sowie Geschlechterverhältnisse.

## Werdegang
Nach dem Studium der Erziehungswissenschaften an der Universität zu Köln promovierte Farrokhzad dort 2007 mit einer Arbeit zu Akademikerinnen mit Migrationshintergrund. Freiberuflich arbeitete sie als Beraterin und Gutachterin im Bildungs- und Sozialbereich sowie als interkulturelle Trainerin. In der Zentralstelle für Weiterbildung im Handwerk in Düsseldorf war sie stellvertretende Projektleiterin im Bereich der beruflichen Integration von Migrantinnen und Migranten (EQUAL). Am Univation – Institut für Evaluation Dr. Beywl & Associates GmbH war sie als wissenschaftliche Mitarbeiterin tätig.
Farrokhzad war Redakteurin bei der Zeitschrift Beiträge zur feministischen Theorie und Praxis (2001 bis 2008). Als Mitglied des wissenschaftlichen Beirats der Zeitschrift Migration und Soziale Arbeit fungiert sie seit 2012.
Im Jahr 2014 wurde sie an die Fakultät für Angewandte Sozialwissenschaften der TH Köln berufen. Dort ist sie stellvertretende Leiterin des Instituts für Migration und Diversität (MIDI) sowie Mitglied im Fakultätsrat der Fakultät für Angewandte Sozialwissenschaften.

## Forschungsschwerpunkt
Farrokhzad arbeitet zu Migration und Interkultureller Kompetenz. Insbesondere forscht sie zu den Zusammenhängen und Auswirkungen von Geschlechterverhältnissen in der Migration sowie Teilhabe und Migration. Sie betreibt Rassismus- und Diskriminierungsforschung und arbeitet im Bereich diversitätsbewusste Soziale Arbeit, Bildung und Organisationsentwicklung.

## Veröffentlichungen (Auswahl)
- „Ich versuche immer, das Beste daraus zu machen.“ – Akademikerinnen mit Migrationshintergrund: Gesellschaftliche Rahmenbedingungen und biographische Erfahrungen. (Dissertation) Irena Regener Verlag, Berlin 2007. ISBN 978-3-936014-11-2
- mit Lisa Rosen (Hrsg.): Macht – Kultur – Bildung. Festschrift für Georg Auernheimer. Waxmann Verlag, Münster, 2008. ISBN 978-3-8309-7031-6
- mit Markus Ottersbach, Michael Tunç, Anne Meuer-Willuweit: Verschieden – Gleich – Anders? Geschlechterarrangements im intergenerativen und interkulturellen Vergleich. VS Verlag, Wiesbaden, 2010. ISBN 978-3-531-17690-1
- mit Susanne Mäder: Nutzenorientierte Evaluation. Ein Leitfaden für die Arbeitsfelder Integration, Vielfalt und Toleranz. Waxmann Verlag, Münster, 2014. ISBN 978-3-8309-3065-5
- Schahrzad Farrokhzad, Thomas Kunz, Saloua Mohammed Oulad M´Hand, Markus Ottersbach (Hrsg.): Migrations- und Fluchtdiskurse im Zeichen des erstarkenden Rechtspopulismus. Springer VS, Wiesbaden, 2021. ISBN 978-3-658-32497-1

- mit Karin Scherschel, Melanie Schmitt (Hrsg.): Geflüchtete Frauen. Analysen – Lebenssituationen – Angebotsstrukturen. Springer VS, Wiesbaden, 2022. ISBN 978-3-658-35037-6
- mit Birgit Jagusch: Extrem rechte und rassistische Gewalt: Auswirkungen - Bewältigungsstrategien - Konsequenzen. Juventa Verlag, Weinheim, 2024. ISBN 978-3-7799-7778-0